# Jazīrat as Sīnīyah
Jazīrat as Sīnīyah est une île de l'émirat de Oumm al Qaïwaïn (Émirats Arabes Unis) proche de la côte, face à la partie orientale de la ville d'Oumm al Qaïwaïn,. 
Elle présente une surface de près de 22 km² et mesure 12 km de long et 3 km de large à la partie occidentale tandis que à l'est se trouve seulement une langue de terre de près de 100 mètres de large. C'est une île sableuse à circulation d'eau intérieure où poussent des mangliers. À la partie sud-orientale y a un khor intérieur, appartenant au khor au-Beidah qui découpe l'île en deux et est d'une grande importance pour la vie marine.
Sur l'île se trouve la principale colonie de cormorans de Socotora des Émirats (Phalacrocorax nigrogularis) avec près de 15.000 couples, qui serait la troisième du monde. Y a été introduite la gazelle arabe ou de montagne (Gazella gazella) qui semble y avoir prospéré. La vie marine n'a pas été étudiée mais est abondante et diverse; s'y trouve la présence de requins et tortues vertes.
On y a découvert des restes d'occupation de la période islamique tardive, probablement de pêcheurs. Un monastère fondé entre 534 et 656 y a été mis au jour en 2022,,, ainsi que quelques monnaies du premier millénaire. 